# Ситатунга
Ситатунга (лат. Tragelaphus spekii) — вид антилоп из рода лесных антилоп (Tragelaphus). Ситатунге присущ полуводный образ жизни.

## Описание
Это не очень крупная тёмноокрашенная антилопа. Высота в холке более 1 м, масса до 125 кг. Самцы черновато-бурые, самки рыжеватые. На туловище — поперечные светлые полосы, которые иногда хорошо выражены, но чаще видны плохо, и тогда антилопа кажется одноцветной. На нижней стороне шеи расположены два полулунных пятна. Шерсть, несмотря на места обитания, длинная и густая. Рога есть только у самцов и длинные — более 90 см.
Главная особенность этого вида антилоп — удлинённые до 10 см и широко расставленные копыта, которые позволяют перемещаться по болотам.

## Распространение
Ареал охватывает огромную территорию от Сахары до северных пределов Южной Африки, однако распространение ситатунги фрагментарно, так как она встречается только в сильно заболоченной местности вокруг озёр и вдоль крупных рек.

## Образ жизни
Ситатунга пасётся в зарослях осок и злаков; предпочитает тростниковые и папирусовые заросли, где вода достигает глубины полуметра. Питается водяными растениями и молодыми ростками папируса или тростника. Активна преимущественно днём. Чаще всего антилопы этого вида живут в одиночку, изредка образуют небольшие группы.

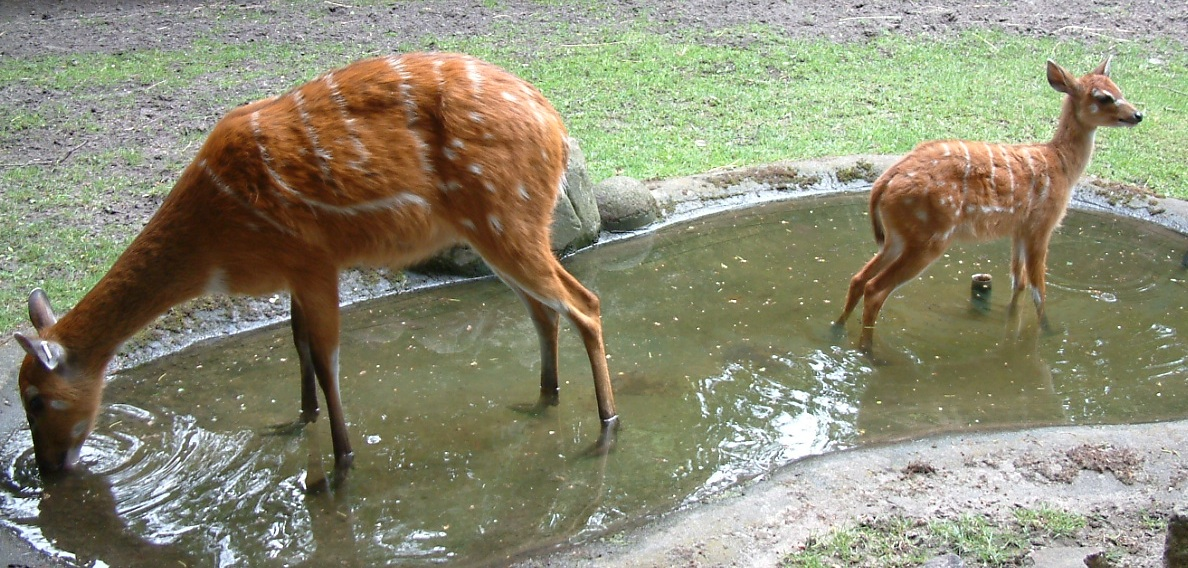
Tragelaphus spekii gratus, самка и детёныш

## Охрана
Африканцы успешно охотятся на ситатунг с лодок с собаками и быстро выбивают в их ограниченных убежищах, поэтому ситатунга принадлежит к числу редких и нуждающихся в охране животных. На обезлюдевших островах озера Виктория антилопы восстановили свою численность, и там создан заповедник.